# Estación Algarrobal
Algarrobal fue una estación de ferrocarril que se hallaba en la quebrada homónima dentro de la comuna de Vallenar, en la Región de Atacama de Chile. Fue parte del Longitudinal Norte y del Ferrocarril de Carrizal y actualmente se encuentra inactiva.

## Historia
La estación fue construida para el tramo del ferrocarril Longitudinal Norte entre La Serena y Toledo (en las cercanías de Copiapó), y que fue inaugurado en 1914. En el mismo lugar la vía férrea se cruzaba con el Ferrocarril de Carrizal, a través del ramal que circulaba hacia Merceditas y que no poseía originalmente una estación en el lugar.
De acuerdo a Santiago Marín Vicuña en 1916, la estación se encuentra a una altitud de 435 m s. n. m. Hacia 1968 la estación continuaba prestando servicios y seguía apareciendo en mapas oficiales.
Con el cierre de todos los servicios de la Red Norte de la Empresa de los Ferrocarriles del Estado en junio de 1975, la estación Algarrobal fue suprimida mediante decreto del 6 de noviembre de 1978. Actualmente todas las estructuras originales están abandonadas, manteniéndose en pie los andenes, algunas construcciones y restos de las copas de agua.